# Associação Brasileira de Acrobacia e Competições Aéreas
Associação Brasileira de Acrobacia e Competições Aéreas, mais conhecida como Acro Brasil, é a associação brasileira responsável por gerir campeonatos e competições de acrobacias aéreas em território brasileiro, tais como as competições Red Bull Air Race World Series que foram realizadas no Rio de Janeiro. A Associação também mantém escola de treino de voo e pilotagem.

## História
Fundado em 9 de Janeiro de 1988 no Departamento de Aviação Civil no Rio de Janeiro com o objectivo de centralizar num único órgão, as responsabilidades da organização deste desporto no Brasil.
O Governo Federal doou 5 aeronaves Super Decathlons novas para esta associação para que pilotos acrobáticos fossem formados.
O início da acrobacia aérea no Brasil deu-se por volta dos anos 70 com o acrobata aéreo Alberto Bertelli, mais especificamente no Aeroclube de São Carlos e, depois, no Aeroclube de Rio Claro.

## Quadro associativo
Fazem parte do quadro associativo as seguintes associações:
- Aeroclube de Itú
- Associação Alberto Bertelli de Acrobacia Aérea
- Aeroclube do Rio Grande do Sul
- Aeroclube de Blumenau
- Aeroclube do Paraná
- Aeroclube de Erechim
- Aeroclube de São Paulo
- Aeroclube do Espírito Santo
- Aeroclube de Concórdia
- Aeroclube Brasileiro
- Aeroclube de Nova Iguaçú
- Aeroclube de Vôo Acrobático de Ubatuba
- Aeroclube de Santos